# Galaktyka spiralna bez poprzeczki

Galaktyka Wir jako przykład galaktyki spiralnej bez poprzeczki

Galaktyka spiralna bez poprzeczki – typ galaktyki spiralnej nieposiadającej centralnej poprzeczki. Ramiona spiralne w tych galaktykach wydają się wychodzić bezpośrednio z jądra galaktyki. Galaktyki spiralne bez poprzeczki oznacza się jako typ SA.